# Abamakoro Village
Abamakoro Village är en ort i Kiribati.   Den ligger i örådet Nonouti och ögruppen Gilbertöarna, i den sydöstra delen av landet, 250 km sydost om huvudstaden Tarawa. Abamakoro Village ligger 8 meter över havet och antalet invånare är 210.
Terrängen runt Abamakoro Village är mycket platt.  Närmaste större samhälle är Teuabu Village, 12,0 km öster om Abamakoro Village. 